# Clasificación de AFC para la Copa Mundial de Fútbol de 2014
Para la Copa Mundial de Fútbol de 2014, la Confederación Asiática de Fútbol (AFC, por su sigla en inglés) contó con cuatro plazas directas y una quinta que disputará una repesca contra el quinto clasificado de la Conmebol de la clasificación sudamericana. Fueron 43 las selecciones nacionales inscritas originalmente para participar en el torneo, es decir, la totalidad de los miembros de la AFC a excepción de Bután y Guam, por decisión propia de sus federaciones, y Brunéi, por estar sancionada.

## Formato
La AFC decidió basarse en los resultados de la Clasificación de 2010 para determinar los clasificados en las tres primeras fases. Las selecciones nacionales clasificadas al Mundial y la clasificada para la repesca (5 selecciones nacionales en total) empezaron en la tercera ronda. Las que finalizaron el proceso clasificadas entre la 6° y 27ª posición (22 selecciones nacionales) empezaron en segunda ronda. Y las selecciones nacionales clasificadas a partir de la 28ª posición más las que no participaron en la clasificación del Mundial 2010 (16 selecciones nacionales en total) comenzaron en la primera.
El proceso constó de 3 fases:
- En la primera ronda se jugaron 8 eliminatorias con los equipos de esta ronda. Los ganadores pasaron a la segunda ronda.
- Los 8 clasificados se unieron a 22 selecciones de la segunda ronda, totalizando 30. Se utilizó el mismo formato de la ronda anterior en 15 eliminatorias y pasaron a la tercera ronda los ganadores de cada una.
- A los 15 clasificados se sumaron los 5 equipos de la tercera ronda para formar 5 grupos de 4 equipos. Los dos primeros de cada uno pasaron a la cuarta ronda.
- En la cuarta ronda se formaron 2 grupos de 5 equipos cada uno. Los dos primeros de cada grupo se clasificaron para la Copa Mundial de Fútbol de 2014,[2] mientras que la plaza de repesca se disputó entre los terceros de los grupos.
- Finalmente, Jordania perdió en la repesca ante Uruguay. A fines de 2013, en el partido de ida como local, Jordania cayó por 5 a 0, y de esa manera Uruguay se convirtió prácticamente en la última selección en clasificarse para Brasil 2014. En el partido de vuelta, en el Estadio Centenario de Montevideo, los jordanos exhibieron una mejor presentación y no se dejaron vencer tras igualar sin goles. Sin embargo, este resultado los dejó eliminados consumando la clasificación de sus rivales.

## Participantes
| Tercera ronda                                                       | Segunda ronda | Primera ronda |
| ------------------------------------------------------------------- | --- | --- |
| 1. Japón 2. Corea del Sur 3. Australia 4. Corea del Norte 5. Baréin | 1. Arabia Saudita 2. Irán 3. Catar 4. Uzbekistán 5. Emiratos Árabes Unidos 6. Siria 7. Omán 8. Jordania 9. Irak 10. Singapur 11. China 12. Kuwait 13. Tailandia 14. Turkmenistán 15. Líbano 16. Yemen 17. Tayikistán 18. Hong Kong 19. Indonesia 20. Kirguistán 21. Maldivas 22. India | 28. Malasia 29. Afganistán 30. Camboya 31. Nepal 32. Bangladés 33. Sri Lanka 34. Vietnam 35. Mongolia 36. Pakistán 37. Palestina 38. Timor Oriental 39. Macao 40. China Taipéi 41. Birmania 42. Filipinas 43. Laos |

## Primera ronda
Con las 16 selecciones más débiles se formaron 8 eliminatorias con partidos de ida y vuelta. Las 8 ganadoras pasaron a la segunda ronda.
| Fecha               | Lugar                   |                |                           | Resultado                                                                 |                           |                |
| ------------------- | ----------------------- | -------------- | ------------------------- | ------------------------------------------------------------------------- | ------------------------- | -------------- |
| 29 de junio de 2011 | Kuala Lumpur            | Malasia        | Bandera de Malasia        | 2:1 (1:0) Archivado el 13 de noviembre de 2011 en Wayback Machine.        | Bandera de China Taipéi   | China Taipéi   |
| 3 de julio de 2011  | Taipéi                  | China Taipéi   | Bandera de China Taipéi   | 3:2 (2:2) Archivado el 3 de enero de 2012 en Wayback Machine.             | Bandera de Malasia        | Malasia        |
| 29 de junio de 2011 | Daca                    | Bangladés      | Bandera de Bangladés      | 3:0 (2:0) Archivado el 13 de noviembre de 2011 en Wayback Machine.        | Bandera de Pakistán       | Pakistán       |
| 3 de julio de 2011  | Lahore                  | Pakistán       | Bandera de Pakistán       | 0:0 Archivado el 3 de enero de 2012 en Wayback Machine.                   | Bandera de Bangladés      | Bangladés      |
| 29 de junio de 2011 | Phnom Penh              | Camboya        | Bandera de Camboya        | 4:2 (0:1) Archivado el 13 de noviembre de 2011 en Wayback Machine.        | Bandera de Laos           | Laos           |
| 3 de julio de 2011  | Vientián                | Laos           | Bandera de Laos           | 6:2 (4:2) (2:1) Archivado el 3 de enero de 2012 en Wayback Machine. (pr.) | Bandera de Camboya        | Camboya        |
| 29 de junio de 2011 | Colombo                 | Sri Lanka      | Bandera de Sri Lanka      | 1:1 (1:0) Archivado el 13 de noviembre de 2011 en Wayback Machine.        | Bandera de Filipinas      | Filipinas      |
| 3 de julio de 2011  | Manila                  | Filipinas      | Bandera de Filipinas      | 4:0 (2:0) Archivado el 3 de enero de 2012 en Wayback Machine.             | Bandera de Sri Lanka      | Sri Lanka      |
| 29 de junio de 2011 | Tursunzoda (Tayikistán) | Afganistán     | Bandera de Afganistán     | 0:2 (0:1) Archivado el 13 de noviembre de 2011 en Wayback Machine.        | Bandera de Palestina      | Palestina      |
| 3 de julio de 2011  | Al Ram                  | Palestina      | Bandera de Palestina      | 1:1 (1:0) Archivado el 3 de enero de 2012 en Wayback Machine.             | Bandera de Afganistán     | Afganistán     |
| 29 de junio de 2011 | Ciudad Ho Chi Minh      | Vietnam        | Bandera de Vietnam        | 6:0 (3:0) Archivado el 13 de noviembre de 2011 en Wayback Machine.        | Bandera de Macao          | Macao          |
| 3 de julio de 2011  | Macao                   | Macao          | Bandera de Macao          | 1:7 (0:4) Archivado el 7 de octubre de 2011 en Wayback Machine.           | Bandera de Vietnam        | Vietnam        |
| 29 de junio de 2011 | Katmandú                | Nepal          | Bandera de Nepal          | 2:1 (1:0) Archivado el 13 de noviembre de 2011 en Wayback Machine.        | Bandera de Timor Oriental | Timor Oriental |
| 2 de julio de 2011  | Katmandú (Nepal)        | Timor Oriental | Bandera de Timor Oriental | 0:5 (0:1) Archivado el 3 de enero de 2012 en Wayback Machine.             | Bandera de Nepal          | Nepal          |
| 29 de junio de 2011 | Ulán Bator              | Mongolia       | Bandera de Mongolia       | 1:0 (0:0) Archivado el 13 de noviembre de 2011 en Wayback Machine.        | Bandera de Birmania       | Birmania       |
| 3 de julio de 2011  | Rangún                  | Birmania       | Bandera de Birmania       | 2:0 (0:0) Archivado el 3 de enero de 2012 en Wayback Machine.             | Bandera de Mongolia       | Mongolia       |

## Segunda ronda
A las 8 selecciones ganadoras de la ronda anterior se sumaron otras 22. Las 30 selecciones, utilizando el mismo formato de la ronda anterior, formaron 15 eliminatorias.
| Fecha               | Lugar                           |                        |                                       | Resultado                                                          |                                       |                        |
| ------------------- | ------------------------------- | ---------------------- | ------------------------------------- | ------------------------------------------------------------------ | ------------------------------------- | ---------------------- |
| 23 de julio de 2011 | Buriram                         | Tailandia              | Bandera de Tailandia                  | 1:0 (1:0) Archivado el 26 de agosto de 2011 en Wayback Machine.    | Bandera de Palestina                  | Palestina              |
| 28 de julio de 2011 | Al Ram                          | Palestina              | Bandera de Palestina                  | 2:2 (1:1) Archivado el 3 de enero de 2012 en Wayback Machine.      | Bandera de Tailandia                  | Tailandia              |
| 23 de julio de 2011 | Beirut                          | Líbano                 | Bandera de Líbano                     | 4:0 (2:0) Archivado el 3 de enero de 2012 en Wayback Machine.      | Bandera de Bangladés                  | Bangladés              |
| 28 de julio de 2011 | Daca                            | Bangladés              | Bandera de Bangladés                  | 2:0 (0:0) Archivado el 3 de enero de 2012 en Wayback Machine.      | Bandera de Líbano                     | Líbano                 |
| 23 de julio de 2011 | Kunming                         | China                  | Bandera de la República Popular China | 7:2 (1:2) Archivado el 17 de noviembre de 2011 en Wayback Machine. | Bandera de Laos                       | Laos                   |
| 28 de julio de 2011 | Vientián                        | Laos                   | Bandera de Laos                       | 1:6 (0:2) Archivado el 17 de noviembre de 2011 en Wayback Machine. | Bandera de la República Popular China | China                  |
| 23 de julio de 2011 | Asjabad                         | Turkmenistán           | Bandera de Turkmenistán               | 1:1 (1:1) Archivado el 16 de agosto de 2011 en Wayback Machine.    | Bandera de Indonesia                  | Indonesia              |
| 28 de julio de 2011 | Yakarta                         | Indonesia              | Bandera de Indonesia                  | 4:3 (3:0) Archivado el 12 de agosto de 2011 en Wayback Machine.    | Bandera de Turkmenistán               | Turkmenistán           |
| 23 de julio de 2011 | Ciudad de Kuwait                | Kuwait                 | Bandera de Kuwait                     | 3:0 (1:0) Archivado el 3 de enero de 2012 en Wayback Machine.      | Bandera de Filipinas                  | Filipinas              |
| 28 de julio de 2011 | Manila                          | Filipinas              | Bandera de Filipinas                  | 1:2 (1:0) Archivado el 12 de agosto de 2011 en Wayback Machine.    | Bandera de Kuwait                     | Kuwait                 |
| 23 de julio de 2011 | Mascate                         | Omán                   | Bandera de Omán                       | 2:0 (1:0) Archivado el 3 de enero de 2012 en Wayback Machine.      | Bandera de Birmania                   | Birmania               |
| 28 de julio de 2011 | Rangún                          | Birmania               | Bandera de Birmania                   | 0:2 (0:2) Archivado el 3 de enero de 2012 en Wayback Machine.      | Bandera de Omán                       | Omán                   |
| 23 de julio de 2011 | Dammam                          | Arabia Saudita         | Bandera de Arabia Saudita             | 3:0 (2:0) Archivado el 3 de enero de 2012 en Wayback Machine.      | Bandera de Hong Kong                  | Hong Kong              |
| 28 de julio de 2011 | Hong Kong                       | Hong Kong              | Bandera de Hong Kong                  | 0:5 (0:1) Archivado el 11 de agosto de 2011 en Wayback Machine.    | Bandera de Arabia Saudita             | Arabia Saudita         |
| 23 de julio de 2011 | Teherán                         | Irán                   | Bandera de Irán                       | 4:0 (1:0) Archivado el 3 de enero de 2012 en Wayback Machine.      | Bandera de las Maldivas               | Maldivas               |
| 28 de julio de 2011 | Malé                            | Maldivas               | Bandera de las Maldivas               | 0:1 (0:1) Archivado el 3 de enero de 2012 en Wayback Machine.      | Bandera de Irán                       | Irán                   |
| 23 de julio de 2011 | Amán (Jordania)                 | Siria                  | Bandera de Siria                      | 2:1 (1:0) Archivado el 21 de agosto de 2011 en Wayback Machine.    | Bandera de Tayikistán                 | Tayikistán             |
| 28 de julio de 2011 | Tursunzoda                      | Tayikistán             | Bandera de Tayikistán                 | 0:4 (0:2)                                                          | Bandera de Siria                      | Siria                  |
| 23 de julio de 2011 | Doha                            | Catar                  | Bandera de Catar                      | 3:0 (1:0) Archivado el 25 de agosto de 2011 en Wayback Machine.    | Bandera de Vietnam                    | Vietnam                |
| 28 de julio de 2011 | Hanói                           | Vietnam                | Bandera de Vietnam                    | 2:1 (0:1) Archivado el 3 de enero de 2012 en Wayback Machine.      | Bandera de Catar                      | Catar                  |
| 23 de julio de 2011 | Erbil                           | Irak                   | Bandera de Irak                       | 2:0 (1:0) Archivado el 3 de enero de 2012 en Wayback Machine.      | Bandera de Yemen                      | Yemen                  |
| 28 de julio de 2011 | Al Ain (Emiratos Árabes Unidos) | Yemen                  | Bandera de Yemen                      | 0:0 Archivado el 3 de enero de 2012 en Wayback Machine.            | Bandera de Irak                       | Irak                   |
| 23 de julio de 2011 | Singapur                        | Singapur               | Bandera de Singapur                   | 5:3 (4:1) Archivado el 19 de agosto de 2011 en Wayback Machine.    | Bandera de Malasia                    | Malasia                |
| 28 de julio de 2011 | Kuala Lumpur                    | Malasia                | Bandera de Malasia                    | 1:1 (0:1) Archivado el 3 de enero de 2012 en Wayback Machine.      | Bandera de Singapur                   | Singapur               |
| 23 de julio de 2011 | Taskent                         | Uzbekistán             | Bandera de Uzbekistán                 | 4:0 (1:0) Archivado el 3 de enero de 2012 en Wayback Machine.      | Bandera de Kirguistán                 | Kirguistán             |
| 28 de julio de 2011 | Biskek                          | Kirguistán             | Bandera de Kirguistán                 | 0:3 (0:0) Archivado el 3 de enero de 2012 en Wayback Machine.      | Bandera de Uzbekistán                 | Uzbekistán             |
| 23 de julio de 2011 | Al Ain                          | Emiratos Árabes Unidos | Bandera de Emiratos Árabes Unidos     | 3:0 (2:0) Archivado el 3 de enero de 2012 en Wayback Machine.      | Bandera de la India                   | India                  |
| 28 de julio de 2011 | Nueva Delhi                     | India                  | Bandera de la India                   | 2:2 (0:1) Archivado el 3 de enero de 2012 en Wayback Machine.      | Bandera de Emiratos Árabes Unidos     | Emiratos Árabes Unidos |
| 23 de julio de 2011 | Amán                            | Jordania               | Bandera de Jordania                   | 9:0 (4:0) Archivado el 18 de agosto de 2011 en Wayback Machine.    | Bandera de Nepal                      | Nepal                  |
| 28 de julio de 2011 | Katmandú                        | Nepal                  | Bandera de Nepal                      | 1:1 (0:0) Archivado el 11 de octubre de 2011 en Wayback Machine.   | Bandera de Jordania                   | Jordania               |

## Tercera ronda
Japón, Corea del Sur, Australia, Corea del Norte y Baréin se clasificaron directamente para esta ronda. A ellos se sumaron las 15 selecciones ganadoras de la segunda ronda. Las 20 selecciones se dividieron en 5 grupos de 4 miembros cada uno y pasaron de ronda los dos primeros de cada uno. Para determinar el orden en el sorteo de los grupos se utilizó la Clasificación mundial de la FIFA del mes de julio de 2011.
El sorteo se realizó el día 30 de julio de 2011 en Brasil. Se determinó que así quedaran formados los bombos.
| Cabezas de serie                         | Bombo 2                                         | Bombo 3                                       | Bombo 4                                             |
| ---------------------------------------- | ----------------------------------------------- | --------------------------------------------- | --------------------------------------------------- |
| Japón Australia Corea del Sur Irán China | Uzbekistán Catar Jordania Arabia Saudita Kuwait | Baréin Siria Omán Irak Emiratos Árabes Unidos | Corea del Norte Tailandia Singapur Indonesia Líbano |

Debido a que Siria usó un jugador inelegible para sus encuentros contra Tayikistán, fueron descalificados de la competición y ocupó su lugar el equipo al que vencieron en la ronda anterior, es decir, Tayikistán.
|  | Equipos clasificados para la Cuarta ronda. |
|  | Equipos eliminados de la competición.      |

### Grupo A
| Equipo   | Pts | PJ | PG | PE | PP | GF | GC | Dif |
| -------- | --- | -- | -- | -- | -- | -- | -- | --- |
| Irak     | 15  | 6  | 5  | 0  | 1  | 14 | 4  | 10  |
| Jordania | 12  | 6  | 4  | 0  | 2  | 11 | 7  | 4   |
| China    | 9   | 6  | 3  | 0  | 3  | 10 | 6  | 4   |
| Singapur | 0   | 6  | 0  | 0  | 6  | 2  | 20 | -18 |

| Fecha                   | Lugar        |          |                                       | Resultado                                                           |                                       |          |
| ----------------------- | ------------ | -------- | ------------------------------------- | ------------------------------------------------------------------- | ------------------------------------- | -------- |
| 2 de septiembre de 2011 | Kunming      | China    | Bandera de la República Popular China | 2:1 (0:1) Archivado el 28 de septiembre de 2011 en Wayback Machine. | Bandera de Singapur                   | Singapur |
| 2 de septiembre de 2011 | Arbil        | Irak     | Bandera de Irak                       | 0:2 (0:1) Archivado el 28 de septiembre de 2011 en Wayback Machine. | Bandera de Jordania                   | Jordania |
| 6 de septiembre de 2011 | Singapur     | Singapur | Bandera de Singapur                   | 0:2 (0:0) Archivado el 28 de septiembre de 2011 en Wayback Machine. | Bandera de Irak                       | Irak     |
| 6 de septiembre de 2011 | Amán         | Jordania | Bandera de Jordania                   | 2:1 (0:0) Archivado el 28 de septiembre de 2011 en Wayback Machine. | Bandera de la República Popular China | China    |
| 11 de octubre de 2011   | Shenzhen     | China    | Bandera de la República Popular China | 0:1 (0:1) Archivado el 7 de octubre de 2011 en Wayback Machine.     | Bandera de Irak                       | Irak     |
| 11 de octubre de 2011   | Singapur     | Singapur | Bandera de Singapur                   | 0:3 (0:1) Archivado el 7 de octubre de 2011 en Wayback Machine.     | Bandera de Jordania                   | Jordania |
| 11 de noviembre de 2011 | Amán         | Jordania | Bandera de Jordania                   | 2:0 (1:0) Archivado el 6 de noviembre de 2011 en Wayback Machine.   | Bandera de Singapur                   | Singapur |
| 11 de noviembre de 2011 | Doha (Catar) | Irak     | Bandera de Irak                       | 1:0 (0:0) Archivado el 9 de noviembre de 2011 en Wayback Machine.   | Bandera de la República Popular China | China    |
| 15 de noviembre de 2011 | Amán         | Jordania | Bandera de Jordania                   | 1:3 (1:0) Archivado el 10 de noviembre de 2011 en Wayback Machine.  | Bandera de Irak                       | Irak     |
| 15 de noviembre de 2011 | Singapur     | Singapur | Bandera de Singapur                   | 0:4 (0:1) Archivado el 10 de noviembre de 2011 en Wayback Machine.  | Bandera de la República Popular China | China    |
| 29 de febrero de 2012   | Guangzhou    | China    | Bandera de la República Popular China | 3:1 (1:0) Archivado el 4 de abril de 2012 en Wayback Machine.       | Bandera de Jordania                   | Jordania |
| 29 de febrero de 2012   | Doha (Catar) | Irak     | Bandera de Irak                       | 7:1 (4:1) Archivado el 4 de abril de 2012 en Wayback Machine.       | Bandera de Singapur                   | Singapur |

### Grupo B
| Equipo                 | Pts | PJ | PG | PE | PP | GF | GC | Dif |
| ---------------------- | --- | -- | -- | -- | -- | -- | -- | --- |
| Corea del Sur          | 13  | 6  | 4  | 1  | 1  | 14 | 4  | 10  |
| Líbano                 | 10  | 6  | 3  | 1  | 2  | 10 | 14 | -4  |
| Kuwait                 | 8   | 6  | 2  | 2  | 2  | 8  | 9  | -1  |
| Emiratos Árabes Unidos | 3   | 6  | 1  | 0  | 5  | 9  | 14 | -5  |

| Fecha                   | Lugar            |                        |                                   | Resultado                                                           |                                   |                        |
| ----------------------- | ---------------- | ---------------------- | --------------------------------- | ------------------------------------------------------------------- | --------------------------------- | ---------------------- |
| 2 de septiembre de 2011 | Goyang           | Corea del Sur          | Bandera de Corea del Sur          | 6:0 (2:0) Archivado el 28 de septiembre de 2011 en Wayback Machine. | Bandera de Líbano                 | Líbano                 |
| 2 de septiembre de 2011 | Al Ain           | Emiratos Árabes Unidos | Bandera de Emiratos Árabes Unidos | 2:3 (0:1) Archivado el 28 de septiembre de 2011 en Wayback Machine. | Bandera de Kuwait                 | Kuwait                 |
| 6 de septiembre de 2011 | Beirut           | Líbano                 | Bandera de Líbano                 | 3:1 (1:1) Archivado el 28 de septiembre de 2011 en Wayback Machine. | Bandera de Emiratos Árabes Unidos | Emiratos Árabes Unidos |
| 6 de septiembre de 2011 | Ciudad de Kuwait | Kuwait                 | Bandera de Kuwait                 | 1:1 (0:1) Archivado el 28 de septiembre de 2011 en Wayback Machine. | Bandera de Corea del Sur          | Corea del Sur          |
| 11 de octubre de 2011   | Suwon            | Corea del Sur          | Bandera de Corea del Sur          | 2:1 (0:0) Archivado el 7 de octubre de 2011 en Wayback Machine.     | Bandera de Emiratos Árabes Unidos | Emiratos Árabes Unidos |
| 11 de octubre de 2011   | Beirut           | Líbano                 | Bandera de Líbano                 | 2:2 (1:0) Archivado el 7 de octubre de 2011 en Wayback Machine.     | Bandera de Kuwait                 | Kuwait                 |
| 11 de noviembre de 2011 | Ciudad de Kuwait | Kuwait                 | Bandera de Kuwait                 | 0:1 (0:0) Archivado el 6 de noviembre de 2011 en Wayback Machine.   | Bandera de Líbano                 | Líbano                 |
| 11 de noviembre de 2011 | Dubái            | Emiratos Árabes Unidos | Bandera de Emiratos Árabes Unidos | 0:2 (0:0) Archivado el 6 de noviembre de 2011 en Wayback Machine.   | Bandera de Corea del Sur          | Corea del Sur          |
| 15 de noviembre de 2011 | Ciudad de Kuwait | Kuwait                 | Bandera de Kuwait                 | 2:1 (0:1) Archivado el 10 de noviembre de 2011 en Wayback Machine.  | Bandera de Emiratos Árabes Unidos | Emiratos Árabes Unidos |
| 15 de noviembre de 2011 | Beirut           | Líbano                 | Bandera de Líbano                 | 2:1 (2:1) Archivado el 10 de noviembre de 2011 en Wayback Machine.  | Bandera de Corea del Sur          | Corea del Sur          |
| 29 de febrero de 2012   | Seúl             | Corea del Sur          | Bandera de Corea del Sur          | 2:0 (0:0) Archivado el 21 de marzo de 2012 en Wayback Machine.      | Bandera de Kuwait                 | Kuwait                 |
| 29 de febrero de 2012   | Abu Dhabi        | Emiratos Árabes Unidos | Bandera de Emiratos Árabes Unidos | 4:2 (2:2) Archivado el 4 de abril de 2012 en Wayback Machine.       | Bandera de Líbano                 | Líbano                 |

### Grupo C
| Equipo          | Pts | PJ | PG | PE | PP | GF | GC | Dif |
| --------------- | --- | -- | -- | -- | -- | -- | -- | --- |
| Uzbekistán      | 16  | 6  | 5  | 1  | 0  | 8  | 1  | 7   |
| Japón           | 10  | 6  | 3  | 1  | 2  | 14 | 3  | 11  |
| Corea del Norte | 7   | 6  | 2  | 1  | 3  | 3  | 4  | -1  |
| Tayikistán      | 1   | 6  | 0  | 1  | 5  | 1  | 18 | -17 |

| Fecha                   | Lugar      |                 |                            | Resultado                                                           |                            |                 |
| ----------------------- | ---------- | --------------- | -------------------------- | ------------------------------------------------------------------- | -------------------------- | --------------- |
| 2 de septiembre de 2011 | Saitama    | Japón           | Bandera de Japón           | 1:0 (0:0) Archivado el 17 de noviembre de 2011 en Wayback Machine.  | Bandera de Corea del Norte | Corea del Norte |
| 2 de septiembre de 2011 | Tursunzoda | Tayikistán      | Bandera de Tayikistán      | 0:1 (0:0) Archivado el 28 de septiembre de 2011 en Wayback Machine. | Bandera de Uzbekistán      | Uzbekistán      |
| 6 de septiembre de 2011 | Pyongyang  | Corea del Norte | Bandera de Corea del Norte | 1:0 (1:0) Archivado el 28 de septiembre de 2011 en Wayback Machine. | Bandera de Tayikistán      | Tayikistán      |
| 6 de septiembre de 2011 | Taskent    | Uzbekistán      | Bandera de Uzbekistán      | 1:1 (1:0) Archivado el 27 de septiembre de 2011 en Wayback Machine. | Bandera de Japón           | Japón           |
| 11 de octubre de 2011   | Osaka      | Japón           | Bandera de Japón           | 8:0 (4:0) Archivado el 7 de octubre de 2011 en Wayback Machine.     | Bandera de Tayikistán      | Tayikistán      |
| 11 de octubre de 2011   | Pyongyang  | Corea del Norte | Bandera de Corea del Norte | 0:1 (0:1) Archivado el 7 de octubre de 2011 en Wayback Machine.     | Bandera de Uzbekistán      | Uzbekistán      |
| 11 de noviembre de 2011 | Tashkent   | Uzbekistán      | Bandera de Uzbekistán      | 1:0 (0:0) Archivado el 16 de noviembre de 2011 en Wayback Machine.  | Bandera de Corea del Norte | Corea del Norte |
| 11 de noviembre de 2011 | Dusambé    | Tayikistán      | Bandera de Tayikistán      | 0:4 (0:1) Archivado el 6 de noviembre de 2011 en Wayback Machine.   | Bandera de Japón           | Japón           |
| 15 de noviembre de 2011 | Tashkent   | Uzbekistán      | Bandera de Uzbekistán      | 3:0 (1:0) Archivado el 12 de noviembre de 2011 en Wayback Machine.  | Bandera de Tayikistán      | Tayikistán      |
| 15 de noviembre de 2011 | Pyongyang  | Corea del Norte | Bandera de Corea del Norte | 1:0 (0:0) Archivado el 10 de abril de 2013 en Wayback Machine.      | Bandera de Japón           | Japón           |
| 29 de febrero de 2012   | Toyota     | Japón           | Bandera de Japón           | 0:1 (0:0) Archivado el 3 de marzo de 2012 en Wayback Machine.       | Bandera de Uzbekistán      | Uzbekistán      |
| 29 de febrero de 2012   | Khujand    | Tayikistán      | Bandera de Tayikistán      | 1:1 (0:0) Archivado el 4 de abril de 2012 en Wayback Machine.       | Bandera de Corea del Norte | Corea del Norte |

### Grupo D
| Equipo         | Pts | PJ | PG | PE | PP | GF | GC | Dif |
| -------------- | --- | -- | -- | -- | -- | -- | -- | --- |
| Australia      | 15  | 6  | 5  | 0  | 1  | 13 | 5  | 8   |
| Omán           | 8   | 6  | 2  | 2  | 2  | 3  | 6  | -3  |
| Arabia Saudita | 6   | 6  | 1  | 3  | 2  | 6  | 7  | -1  |
| Tailandia      | 4   | 6  | 1  | 1  | 4  | 4  | 8  | -4  |

| Fecha                   | Lugar     |                |                           | Resultado                                                           |                           |                |
| ----------------------- | --------- | -------------- | ------------------------- | ------------------------------------------------------------------- | ------------------------- | -------------- |
| 2 de septiembre de 2011 | Brisbane  | Australia      | Bandera de Australia      | 2:1 (0:1) Archivado el 17 de noviembre de 2011 en Wayback Machine.  | Bandera de Tailandia      | Tailandia      |
| 2 de septiembre de 2011 | Mascate   | Omán           | Bandera de Omán           | 0:0 Archivado el 17 de noviembre de 2011 en Wayback Machine.        | Bandera de Arabia Saudita | Arabia Saudita |
| 6 de septiembre de 2011 | Bangkok   | Tailandia      | Bandera de Tailandia      | 3:0 (2:0) Archivado el 28 de septiembre de 2011 en Wayback Machine. | Bandera de Omán           | Omán           |
| 6 de septiembre de 2011 | Dammam    | Arabia Saudita | Bandera de Arabia Saudita | 1:3 (0:1) Archivado el 28 de septiembre de 2011 en Wayback Machine. | Bandera de Australia      | Australia      |
| 11 de octubre de 2011   | Sídney    | Australia      | Bandera de Australia      | 3:0 (1:0) Archivado el 13 de octubre de 2011 en Wayback Machine.    | Bandera de Omán           | Omán           |
| 11 de octubre de 2011   | Bangkok   | Tailandia      | Bandera de Tailandia      | 0:0 Archivado el 13 de octubre de 2011 en Wayback Machine.          | Bandera de Arabia Saudita | Arabia Saudita |
| 11 de noviembre de 2011 | Riad      | Arabia Saudita | Bandera de Arabia Saudita | 3:0 (0:0) Archivado el 5 de noviembre de 2011 en Wayback Machine.   | Bandera de Tailandia      | Tailandia      |
| 11 de noviembre de 2011 | Mascate   | Omán           | Bandera de Omán           | 1:0 (1:0) Archivado el 5 de noviembre de 2011 en Wayback Machine.   | Bandera de Australia      | Australia      |
| 15 de noviembre de 2011 | Riad      | Arabia Saudita | Bandera de Arabia Saudita | 0:0 Archivado el 12 de noviembre de 2011 en Wayback Machine.        | Bandera de Omán           | Omán           |
| 15 de noviembre de 2011 | Bangkok   | Tailandia      | Bandera de Tailandia      | 0:1 (0:0) Archivado el 12 de noviembre de 2011 en Wayback Machine.  | Bandera de Australia      | Australia      |
| 29 de febrero de 2012   | Melbourne | Australia      | Bandera de Australia      | 4:2 (1:2) Archivado el 4 de abril de 2012 en Wayback Machine.       | Bandera de Arabia Saudita | Arabia Saudita |
| 29 de febrero de 2012   | Mascate   | Omán           | Bandera de Omán           | 2:0 (1:0) Archivado el 4 de abril de 2012 en Wayback Machine.       | Bandera de Tailandia      | Tailandia      |

### Grupo E
| Equipo    | Pts | PJ | PG | PE | PP | GF | GC | Dif |
| --------- | --- | -- | -- | -- | -- | -- | -- | --- |
| Irán      | 12  | 6  | 3  | 3  | 0  | 17 | 5  | 12  |
| Catar     | 10  | 6  | 2  | 4  | 0  | 10 | 5  | 5   |
| Baréin    | 9   | 6  | 2  | 3  | 1  | 13 | 7  | 6   |
| Indonesia | 0   | 6  | 0  | 0  | 6  | 3  | 26 | -23 |

| Fecha                   | Lugar   |           |                      | Resultado                                                           |                      |           |
| ----------------------- | ------- | --------- | -------------------- | ------------------------------------------------------------------- | -------------------- | --------- |
| 2 de septiembre de 2011 | Teherán | Irán      | Bandera de Irán      | 3:0 (0:0) Archivado el 17 de noviembre de 2011 en Wayback Machine.  | Bandera de Indonesia | Indonesia |
| 2 de septiembre de 2011 | Riffa   | Baréin    | Bandera de Baréin    | 0:0 Archivado el 17 de noviembre de 2011 en Wayback Machine.        | Bandera de Catar     | Catar     |
| 6 de septiembre de 2011 | Yakarta | Indonesia | Bandera de Indonesia | 0:2 (0:1) Archivado el 28 de septiembre de 2011 en Wayback Machine. | Bandera de Baréin    | Baréin    |
| 6 de septiembre de 2011 | Doha    | Catar     | Bandera de Catar     | 1:1 (0:0) Archivado el 28 de septiembre de 2011 en Wayback Machine. | Bandera de Irán      | Irán      |
| 11 de octubre de 2011   | Teherán | Irán      | Bandera de Irán      | 6:0 (3:0) Archivado el 13 de octubre de 2011 en Wayback Machine.    | Bandera de Baréin    | Baréin    |
| 11 de octubre de 2011   | Yakarta | Indonesia | Bandera de Indonesia | 2:3 (2:2) Archivado el 13 de octubre de 2011 en Wayback Machine.    | Bandera de Catar     | Catar     |
| 11 de noviembre de 2011 | Doha    | Catar     | Bandera de Catar     | 4:0 (2:0) Archivado el 5 de noviembre de 2011 en Wayback Machine.   | Bandera de Indonesia | Indonesia |
| 11 de noviembre de 2011 | Manama  | Baréin    | Bandera de Baréin    | 1:1 (1:0) Archivado el 5 de noviembre de 2011 en Wayback Machine.   | Bandera de Irán      | Irán      |
| 15 de noviembre de 2011 | Doha    | Catar     | Bandera de Catar     | 0:0 Archivado el 12 de noviembre de 2011 en Wayback Machine.        | Bandera de Baréin    | Baréin    |
| 15 de noviembre de 2011 | Yakarta | Indonesia | Bandera de Indonesia | 1:4 (1:3) Archivado el 12 de noviembre de 2011 en Wayback Machine.  | Bandera de Irán      | Irán      |
| 29 de febrero de 2012   | Teherán | Irán      | Bandera de Irán      | 2:2 (1:1) Archivado el 4 de abril de 2012 en Wayback Machine.       | Bandera de Catar     | Catar     |
| 29 de febrero de 2012   | Manama  | Baréin    | Bandera de Baréin    | 10:0 (4:0) Archivado el 4 de abril de 2012 en Wayback Machine.      | Bandera de Indonesia | Indonesia |

## Cuarta ronda
Las 10 selecciones que pasaron a esta ronda fueron divididas en dos grupos de cinco cada uno. Las dos primeras de cada grupo se clasificaron directamente para el Mundial, mientras que las finalizadas terceras de cada grupo pasaron a la quinta ronda.
|  | Clasificado a la Copa Mundial de Fútbol de 2014. |
|  | Clasificado a la quinta ronda.                   |

### Grupo A
| Equipo        | Pts | PJ | PG | PE | PP | GF | GC | Dif |
| ------------- | --- | -- | -- | -- | -- | -- | -- | --- |
| Irán          | 16  | 8  | 5  | 1  | 2  | 8  | 2  | 6   |
| Corea del Sur | 14  | 8  | 4  | 2  | 2  | 13 | 7  | 6   |
| Uzbekistán    | 14  | 8  | 4  | 2  | 2  | 11 | 6  | 5   |
| Catar         | 7   | 8  | 2  | 1  | 5  | 5  | 13 | -8  |
| Líbano        | 5   | 8  | 1  | 2  | 5  | 3  | 12 | -9  |

| Fecha                    | Lugar    |               |                          | Resultado                                                           |                          |               |
| ------------------------ | -------- | ------------- | ------------------------ | ------------------------------------------------------------------- | ------------------------ | ------------- |
| 3 de junio de 2012       | Tashkent | Uzbekistán    | Bandera de Uzbekistán    | 0:1 (0:0) Archivado el 10 de junio de 2012 en Wayback Machine.      | Bandera de Irán          | Irán          |
| 3 de junio de 2012       | Beirut   | Líbano        | Bandera de Líbano        | 0:1 (0:0) Archivado el 10 de junio de 2012 en Wayback Machine.      | Bandera de Catar         | Catar         |
| 8 de junio de 2012       | Beirut   | Líbano        | Bandera de Líbano        | 1:1 (1:1) Archivado el 10 de junio de 2012 en Wayback Machine.      | Bandera de Uzbekistán    | Uzbekistán    |
| 8 de junio de 2012       | Doha     | Catar         | Bandera de Catar         | 1:4 (1:1) Archivado el 10 de junio de 2012 en Wayback Machine.      | Bandera de Corea del Sur | Corea del Sur |
| 12 de junio de 2012      | Goyang   | Corea del Sur | Bandera de Corea del Sur | 3:0 (1:0) Archivado el 10 de junio de 2012 en Wayback Machine.      | Bandera de Líbano        | Líbano        |
| 12 de junio de 2012      | Teherán  | Irán          | Bandera de Irán          | 0:0 Archivado el 10 de junio de 2012 en Wayback Machine.            | Bandera de Catar         | Catar         |
| 11 de septiembre de 2012 | Tashkent | Uzbekistán    | Bandera de Uzbekistán    | 2:2 (1:1) Archivado el 12 de septiembre de 2012 en Wayback Machine. | Bandera de Corea del Sur | Corea del Sur |
| 11 de septiembre de 2012 | Beirut   | Líbano        | Bandera de Líbano        | 1:0 (1:0) Archivado el 12 de septiembre de 2012 en Wayback Machine. | Bandera de Irán          | Irán          |
| 16 de octubre de 2012    | Teherán  | Irán          | Bandera de Irán          | 1:0 (0:0) Archivado el 7 de diciembre de 2012 en Wayback Machine.   | Bandera de Corea del Sur | Corea del Sur |
| 16 de octubre de 2012    | Doha     | Catar         | Bandera de Catar         | 0:1 (0:1) Archivado el 19 de octubre de 2012 en Wayback Machine.    | Bandera de Uzbekistán    | Uzbekistán    |
| 14 de noviembre de 2012  | Teherán  | Irán          | Bandera de Irán          | 0:1 (0:0) Archivado el 15 de noviembre de 2012 en Wayback Machine.  | Bandera de Uzbekistán    | Uzbekistán    |
| 14 de noviembre de 2012  | Doha     | Catar         | Bandera de Catar         | 1:0 (0:0) Archivado el 17 de noviembre de 2012 en Wayback Machine.  | Bandera de Líbano        | Líbano        |
| 26 de marzo de 2013      | Seúl     | Corea del Sur | Bandera de Corea del Sur | 2:1 (0:0) Archivado el 31 de marzo de 2013 en Wayback Machine.      | Bandera de Catar         | Catar         |
| 26 de marzo de 2013      | Tashkent | Uzbekistán    | Bandera de Uzbekistán    | 1:0 (0:0) Archivado el 30 de marzo de 2013 en Wayback Machine.      | Bandera de Líbano        | Líbano        |
| 4 de junio de 2013       | Doha     | Catar         | Bandera de Catar         | 0:1 (0:0) Archivado el 15 de junio de 2013 en Wayback Machine.      | Bandera de Irán          | Irán          |
| 4 de junio de 2013       | Beirut   | Líbano        | Bandera de Líbano        | 1:1 (1:0) Archivado el 9 de junio de 2013 en Wayback Machine.       | Bandera de Corea del Sur | Corea del Sur |
| 11 de junio de 2013      | Seúl     | Corea del Sur | Bandera de Corea del Sur | 1:0 (1:0) Archivado el 14 de junio de 2013 en Wayback Machine.      | Bandera de Uzbekistán    | Uzbekistán    |
| 11 de junio de 2013      | Teherán  | Irán          | Bandera de Irán          | 4:0 (2:0) Archivado el 14 de junio de 2013 en Wayback Machine.      | Bandera de Líbano        | Líbano        |
| 18 de junio de 2013      | Ulsan    | Corea del Sur | Bandera de Corea del Sur | 0:1 (0:0) Archivado el 21 de junio de 2013 en Wayback Machine.      | Bandera de Irán          | Irán          |
| 18 de junio de 2013      | Tashkent | Uzbekistán    | Bandera de Uzbekistán    | 5:1 (0:1) Archivado el 22 de junio de 2013 en Wayback Machine.      | Bandera de Catar         | Catar         |

### Grupo B
| Equipo    | Pts | PJ | PG | PE | PP | GF | GC | Dif |
| --------- | --- | -- | -- | -- | -- | -- | -- | --- |
| Japón     | 17  | 8  | 5  | 2  | 1  | 16 | 5  | 11  |
| Australia | 13  | 8  | 3  | 4  | 1  | 12 | 7  | 5   |
| Jordania  | 10  | 8  | 3  | 1  | 4  | 7  | 16 | -9  |
| Omán      | 9   | 8  | 2  | 3  | 3  | 7  | 10 | -3  |
| Irak      | 5   | 8  | 1  | 2  | 5  | 4  | 8  | -4  |

| Fecha                    | Lugar        |           |                      | Resultado                                                           |                      |           |
| ------------------------ | ------------ | --------- | -------------------- | ------------------------------------------------------------------- | -------------------- | --------- |
| 3 de junio de 2012       | Saitama      | Japón     | Bandera de Japón     | 3:0 (1:0) Archivado el 10 de junio de 2012 en Wayback Machine.      | Bandera de Omán      | Omán      |
| 3 de junio de 2012       | Amán         | Jordania  | Bandera de Jordania  | 1:1 (1:1) Archivado el 6 de junio de 2012 en Wayback Machine.       | Bandera de Irak      | Irak      |
| 8 de junio de 2012       | Saitama      | Japón     | Bandera de Japón     | 6:0 (4:0) Archivado el 10 de junio de 2012 en Wayback Machine.      | Bandera de Jordania  | Jordania  |
| 8 de junio de 2012       | Mascate      | Omán      | Bandera de Omán      | 0:0 Archivado el 10 de junio de 2012 en Wayback Machine.            | Bandera de Australia | Australia |
| 12 de junio de 2012      | Brisbane     | Australia | Bandera de Australia | 1:1 (0:0) Archivado el 14 de junio de 2012 en Wayback Machine.      | Bandera de Japón     | Japón     |
| 12 de junio de 2012      | Doha (Catar) | Irak      | Bandera de Irak      | 1:1 (1:1) Archivado el 14 de junio de 2012 en Wayback Machine.      | Bandera de Omán      | Omán      |
| 11 de septiembre de 2012 | Saitama      | Japón     | Bandera de Japón     | 1:0 (1:0) Archivado el 12 de septiembre de 2012 en Wayback Machine. | Bandera de Irak      | Irak      |
| 11 de septiembre de 2012 | Amán         | Jordania  | Bandera de Jordania  | 2:1 (0:0) Archivado el 12 de septiembre de 2012 en Wayback Machine. | Bandera de Australia | Australia |
| 16 de octubre de 2012    | Doha (Catar) | Irak      | Bandera de Irak      | 1:2 (0:0) Archivado el 25 de octubre de 2012 en Wayback Machine.    | Bandera de Australia | Australia |
| 16 de octubre de 2012    | Mascate      | Omán      | Bandera de Omán      | 2:1 (0:0) Archivado el 7 de diciembre de 2012 en Wayback Machine.   | Bandera de Jordania  | Jordania  |
| 14 de noviembre de 2012  | Doha (Catar) | Irak      | Bandera de Irak      | 1:0 (0:0) Archivado el 15 de noviembre de 2012 en Wayback Machine.  | Bandera de Jordania  | Jordania  |
| 14 de noviembre de 2012  | Mascate      | Omán      | Bandera de Omán      | 1:2 (0:1) Archivado el 15 de noviembre de 2012 en Wayback Machine.  | Bandera de Japón     | Japón     |
| 26 de marzo de 2013      | Sídney       | Australia | Bandera de Australia | 2:2 (0:1) Archivado el 29 de marzo de 2013 en Wayback Machine.      | Bandera de Omán      | Omán      |
| 26 de marzo de 2013      | Amán         | Jordania  | Bandera de Jordania  | 2:1 (1:0) Archivado el 24 de marzo de 2013 en Wayback Machine.      | Bandera de Japón     | Japón     |
| 4 de junio de 2013       | Saitama      | Japón     | Bandera de Japón     | 1:1 (0:0) Archivado el 8 de junio de 2013 en Wayback Machine.       | Bandera de Australia | Australia |
| 4 de junio de 2013       | Mascate      | Omán      | Bandera de Omán      | 1:0 (1:0) Archivado el 8 de junio de 2013 en Wayback Machine.       | Bandera de Irak      | Irak      |
| 11 de junio de 2013      | Melbourne    | Australia | Bandera de Australia | 4:0 (1:0) Archivado el 14 de junio de 2013 en Wayback Machine.      | Bandera de Jordania  | Jordania  |
| 11 de junio de 2013      | Doha (Catar) | Irak      | Bandera de Irak      | 0:1 (0:0) Archivado el 13 de junio de 2013 en Wayback Machine.      | Bandera de Japón     | Japón     |
| 18 de junio de 2013      | Sídney       | Australia | Bandera de Australia | 1:0 (0:0) Archivado el 22 de junio de 2013 en Wayback Machine.      | Bandera de Irak      | Irak      |
| 18 de junio de 2013      | Amán         | Jordania  | Bandera de Jordania  | 1:0 (0:0) Archivado el 22 de junio de 2013 en Wayback Machine.      | Bandera de Omán      | Omán      |

## Quinta ronda
Las dos selecciones que terminaron en el tercer puesto de su grupo se enfrentaron en dos partidos (ida y vuelta). El equipo ganador disputó la repesca contra el quinto clasificado de Sudamérica. Estos equipos fueron Jordania y Uruguay.
| 6 de septiembre de 2013, 19:00 (UTC+3) | Jordania     | 1:1 (1:1) | Uzbekistán   | Estadio Rey Abdullah, Amán                                   |                                                              |
|                                        | Al-Laham 30' | Reporte   | Djeparov 35' | Asistencia: 16 819 espectadores Árbitro(s): Yūichi Nishimura | Asistencia: 16 819 espectadores Árbitro(s): Yūichi Nishimura |

| 10 de septiembre de 2013, 19:00 (UTC+5) | Uzbekistán | 1:1 (1:1, 1:1) (pro.) (8:9 p.) | Jordania                                                                                                | Estadio Pakhtakor Markaziy, Tashkent                     |                                                          |
|                                         | Ismailov 5' | Reporte                        | Al Murjan 43'                                                                                           | Asistencia: 25 621 espectadores Árbitro(s): Ben Williams | Asistencia: 25 621 espectadores Árbitro(s): Ben Williams |
|                                         | | Tiros desde el punto penal     | |                                                          |                                                          |
|                                         | Ahmedov · Djeparov · Kapadze · Tukhtakhujaev · Sergeev · Shorakhmedov · Denisov · Nagaev · Tursunov · Ismailov |                                | Yaseen · Alsaify · A.A. Deeb · Al Murjan · Ibrahim · Suleiman · Mustafa · A. Deeb · Zahran · Aldmeiri · |                                                          |                                                          |

## Repesca Intercontinental
| 13 de noviembre de 2013, 18:00 (UTC+3) | Jordania | 0:5 (0:2) | Uruguay                                                                    | Estadio Internacional de Amán, Amán                           |                                                               |
|                                        |          | Reporte   | Maxi Pereira 22' · Stuani 42' · Lodeiro 70' · Rodríguez 78' · Cavani 90+1' | Asistencia: 17 370 espectadores Árbitro(s): Svein Oddvar Moen | Asistencia: 17 370 espectadores Árbitro(s): Svein Oddvar Moen |

| 20 de noviembre de 2013, 21:00 (UTC-2) | Uruguay | 0:0     | Jordania | Estadio Centenario, Montevideo                             |                                                            |
|                                        |         | Reporte |          | Asistencia: 62 000 espectadores Árbitro(s): Jonas Eriksson | Asistencia: 62 000 espectadores Árbitro(s): Jonas Eriksson |

## Clasificados
| Bandera de Australia | Bandera de Corea del Sur | Bandera de Irán | Bandera de Japón |
| Australia            | Corea del Sur            | Irán            | Japón            |
| 2° del Grupo B       | 2° del Grupo A           | 1° del Grupo A  | 1° del Grupo B   |

## Goleadores
- Actualizado el 6 de septiembre de 2013.

| Jugador             | Selección      | Goles marcados | PJ | Minutos jugados |
| ------------------- | -------------- | -------------- | -- | --------------- |
| Shinji Okazaki      | Japón          | 8              | 14 | 1223'           |
| Lê Công Vinh        | Vietnam        | 7              | 4  | 344'            |
| Hassan Abdel-Fattah | Jordania       | 7              | 10 | 854'            |
| Younis Mahmoud      | Irak           | 7              | 14 | 1193'           |
| Ahmad Hayel         | Jordania       | 7              | 17 | 1386'           |
| Park Chu-Young      | Corea del Sur  | 6              | 7  | 526'            |
| Javad Nekounam      | Irán           | 6              | 14 | 1207'           |
| Hao Junmin          | China          | 5              | 6  | 451'            |
| Joshua Kennedy      | Australia      | 5              | 6  | 457'            |
| Nasser Al-Shamrani  | Arabia Saudita | 5              | 8  | 467'            |
| Keisuke Honda       | Japón          | 5              | 6  | 507'            |
| Lee Keun-Ho         | Corea del Sur  | 5              | 12 | 773'            |
| Amer Khalil         | Jordania       | 5              | 15 | 1181'           |
| Hassan Maatouk      | Líbano         | 5              | 15 | 1207'           |
| Khalfan Al Khalfan  | Catar          | 5              | 15 | 1214'           |